# Stanisław Matusiak (artysta)
Stanisław Matusiak (ur. 1895 w Krakowie, zm. 1948 w Donieckim Zagłębiu Węglowym) – polski malarz, grafik, ilustrator, wykładowca akademicki, organizator lwowskich instytucji szkolnictwa artystycznego.

## Życiorys

### Okres przed 1939
Był synem  lwowskiego radcy szkolnego. W tym mieście rozpoczął swoją edukację artystyczną w tzw. Wolnej Akademii Sztuk Pięknych. W latach 1913–1914 studiował pod kierunkiem Teodora Axentowicza na  Akademii Sztuk Pięknych w Krakowie. W czasie I wojny światowej służył w wojsku gdzie uzyskał order Virtuti Militari. Po wojnie osiadł we Lwowie gdzie brał czynny udział w lokalnym życiu artystycznym.
W 1923 roku objął funkcję kierownika artystycznego w zakresie zdobnictwa i grafiki na Wydziale Sztuk Pięknych Uniwersytetu Stefana Batorego w Wilnie. Był opiekunem i mistrzem honorowym organizacji studenckiej o nazwie Cech św. Łukasza. Na skutek konfliktu z dziekanem Ferdynandem Ruszczycem w 1930 roku opuścił Wilno i ponownie przeniósł się do Lwowa gdzie w 1933 roku założył szkołę malarstwa i zdobnictwa pod nazwą "Fresko".

### II wojna światowa
Podczas II Wojny światowej związał się z ruchem młodzieżowym Sodalicji Mariańskiej Żeńskiej działającej przy Parafii św. Wincentego Paulo we Lwowie gdzie brał udział w organizowaniu tajnego teatru oraz organizował lekcje malarstwa. Był członkiem AK. Aresztowany w kwietniu 1945 roku, zesłany został na teren Donieckiego Zagłębia Węglowego gdzie zmarł w 1948 roku.

### Życie prywatne
Był żonaty, jednak nie zachowały się żadne informacje o jego żonie. Miał córkę o imieniu Barbara. Prywatnie był przyjacielem Stanisława Szukalskiego oraz dawnego podopiecznego Zygmunta Kowalskiego.

## Działalność artystyczna
Okres aktywności na scenie artystycznej rozpoczął po powrocie do Lwowa w 1918 roku od organizacji wystawy prac ekspresjonistycznych wraz z Janem Hrynkowskim oraz Zygmuntem Radnickim. W 1920 roku reprezentował lwowskie skrzydło formistów na wystawie Towarzystwa Przyjaciół Sztuk PIęknych razem z Ludwikiem Lillem oraz Zofią Vorzimmerówną. W 1922 roku swoje obrazy wystawiał na zbiorowej wystawie z Lillem oraz Radnickim, a w 1924 roku wziął udział w wystawie  Związku Polskich Artystów Plastyków we Lwowie.
Od 1923 roku większą część swojej działalności artystycznej prowadził na terenie Wilna, gdzie objął posadę na tamtejszym Uniwersytecie. Projektował ilustracje i układy graficzne m.in. do czasopisma "Źródła Mocy", "Podań i legend wileńskich" czy książki "Śpiew o wydrze". Pisał również sprawozdania z wystaw do Kuriera Wileńskiego oraz Źródeł Mocy. Został jednym z założycieli oraz mistrzem honorowym organizacji studenckiej o profilu katolicko-nacjonalistyczno-artystycznym pod nazwą Cech św. Łukasza. W 1929 roku wraz ze studentami z Cechu wykonał polichromię kościoła św. Ignacego Loyoli w Wilnie.

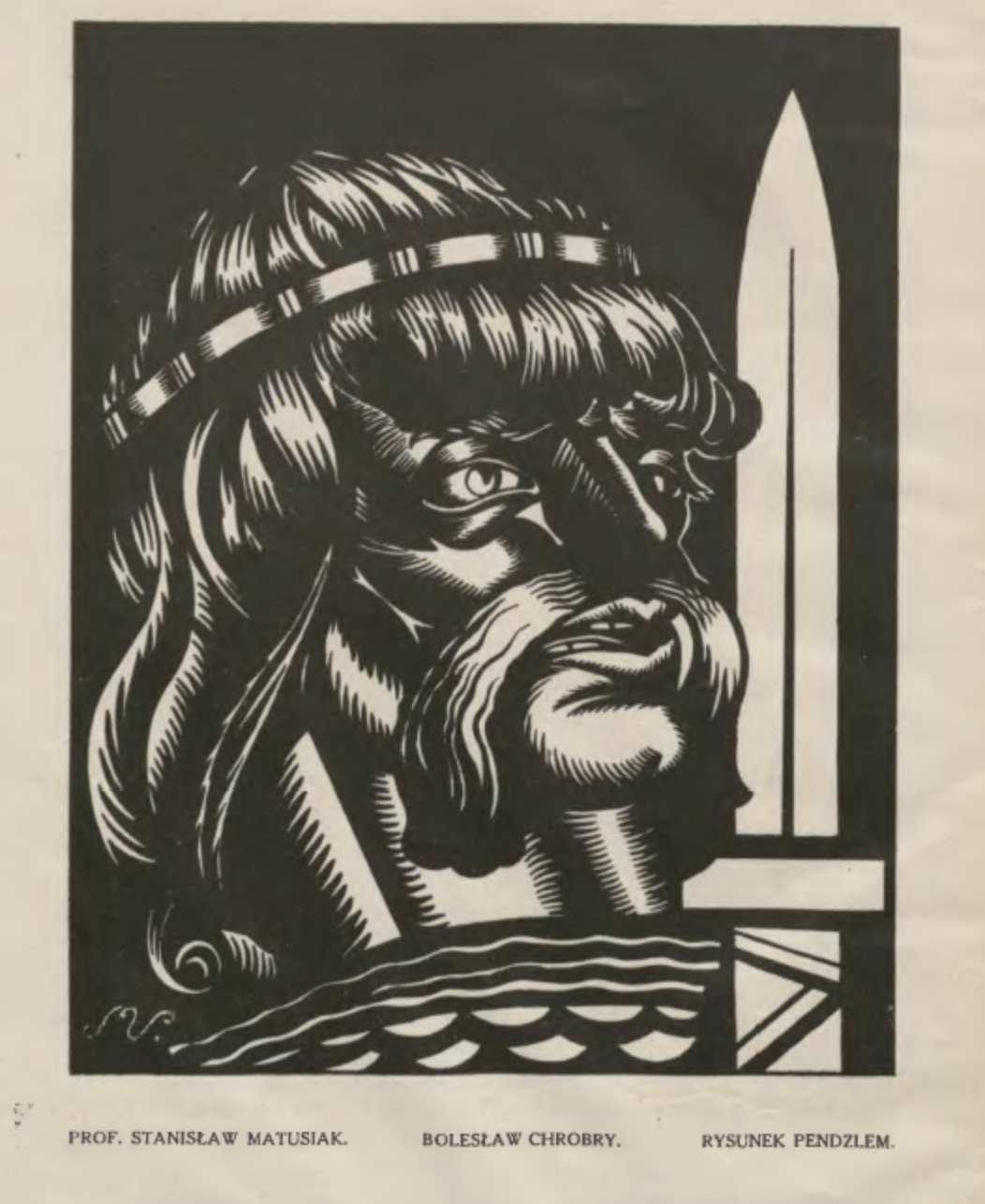
Rysunek autorstwa Stanisława Matusiaka opublikowany w biuletynie Cechu św. Łukasza pt. "Nasza Forma"

Po utracie stanowiska na Uniwersytecie Stefana Batorego i powrocie do Lwowa jego aktywność artystyczna osłabiła się na rzecz organizacji i prowadzenia szkoły malarstwa i zdobnictwa "Fresko". Ostatnie informacje o jego udziale w wystawach pochodzą z 1939 roku gdy wystawił 5 ilustracji wykonanych techniką akwareli w warszawskim Instytucie Propagandy Sztuki.  W trakcie wojny oprócz tworzenia dekoracji do tajnego teatru malował głównie obrazy olejne o tematyce religijnej. Jego prace zachowały się w kolekcjach Muzeum Narodowego w Warszawie, Muzeum Narodowego we Wrocławiu i Muzeum w Toruniu.